# Arabavagn
En arabavagn, även kallad arabo är en vagn eller kärra som dras av hästar eller oxar. Den används främst i Mellanöstern och Turkiet och är ofta dekorativt och färggrant målad.  
Arabavagnen har fått sitt namn från arabiskan, och betyder ungeär "hästvagn med hjul", men namnet används nästan uteslutet i Turkiet. Arabavagnen är en ganska tung, fyrhjulig och omsorgsfullt men något rustikt byggd med färggranna handmålade mönster. Vagnen har ingen fjädring i hjulen och är då inte speciellt bekväm under längre turer. Vagnen används främst av de rikare männens kvinnor och barn på kortare turer. 
Många vagnar hade även väggar uppbyggda av pålar och ett tak. De rikare ägarna hade ett tak gjort av fint silke eller sammet med fina dekorationer medan de enklare vagnarna hade tak gjort av bomullsväv. Arabavagnarna är mycket populära i Turkiet då de är mer ekonomiska än motorfordon, även om det enligt lag är förbjudet att köra hästdragna vagnar inne i städerna. Utanför städerna, på landsbygden och uppe bland bergen är vagnarna dock mycket vanliga och passar utmärkt för att ta sig fram i terräng där motorfordon inte kan köras.